# Mercedes Cup 2021 - Qualificazioni singolare
Le qualificazioni del singolare maschile del Mercedes Cup 2021 sono state un torneo di tennis preliminare per accedere alla fase finale della manifestazione. I vincitori dell'ultimo turno sono entrati di diritto nel tabellone principale. In caso di ritiro di uno o più giocatori aventi diritto a questi sono subentrati i lucky loser, ossia i giocatori che hanno perso nell'ultimo turno ma che avevano una classifica più alta rispetto agli altri partecipanti che avevano comunque perso nel turno finale.

## Teste di serie
1. Sam Querrey (spostato al tabellone principale)
2. Gilles Simon (spostato al tabellone principale)
3. Jiří Veselý (primo turno)
4. Emil Ruusuvuori (primo turno)

1. Marcos Giron (primo turno)
2. Lucas Pouille (primo turno)
3. Radu Albot (qualificato)
4. Il'ja Ivaška (ultimo turno, Lucky loser)

## Qualificati
1. James Duckworth
2. Peter Gojowczyk

1. Altuğ Çelikbilek
2. Radu Albot

## Tabellone

### Legenda
| - Q = Qualificato - WC = Wild card - LL = Lucky loser | - ALT = Alternate - SE = Special Exempt - PR = Protected Ranking | - w/o = Walkover - r = Ritirato - d = Squalificato |

### Sezione 1
|  | Primo turno | Primo turno     | Primo turno  | Primo turno | Primo turno |  |  | Ultimo turno | Ultimo turno    | Ultimo turno | Ultimo turno | Ultimo turno |  |
|  |             |                 |              |             |             |  |  |              |                 |              |              |              |  |
|  | Alt         | Luke Saville    | 7            | 4           | 4           |  |  |              |                 |              |              |              |  |
|  | Alt         | James Duckworth | 6            | 6           | 6           |  |  | Alt          | James Duckworth | 7            | 3            | 7            |  |
|  | WC          | Daniel Masur    | Daniel Masur | 0           | 64          |  |  | 8            | Il'ja Ivaška    | 63           | 6            | 5            |  |
|  | 8           | Il'ja Ivaška    | Il'ja Ivaška | 6           | 7           |  |  |              |                 |              |              |              |  |

### Sezione 2
|  | Primo turno | Primo turno         | Primo turno         | Primo turno | Primo turno |  |  | Ultimo turno | Ultimo turno     | Ultimo turno     | Ultimo turno | Ultimo turno |  |
|  |             |                     |                     |             |             |  |  |              |                  |                  |              |              |  |
|  | Alt         | Serhij Stachovs'kyj | Serhij Stachovs'kyj | 1           | 64          |  |  |              |                  |                  |              |              |  |
|  | Alt         | Peter Gojowczyk     | Peter Gojowczyk     | 6           | 7           |  |  | Alt          | Peter Gojowczyk  | Peter Gojowczyk  | 6            | 6            |  |
|  | Alt         | Grégoire Barrère    | Grégoire Barrère    | 6           | 6           |  |  | Alt          | Grégoire Barrère | Grégoire Barrère | 2            | 4            |  |
|  | 5           | Marcos Giron        | Marcos Giron        | 3           | 2           |  |  |              |                  |                  |              |              |  |

### Sezione 3
|  | Primo turno | Primo turno      | Primo turno | Primo turno | Primo turno |  |  | Ultimo turno | Ultimo turno     | Ultimo turno | Ultimo turno | Ultimo turno |  |
|  |             |                  |             |             |             |  |  |              |                  |              |              |              |  |
|  | 3           | Jiří Veselý      | 7           | 2           | 4           |  |  |              |                  |              |              |              |  |
|  | Alt         | Dennis Novak     | 65          | 6           | 6           |  |  | Alt          | Dennis Novak     | 6            | 63           | 5            |  |
|  | Alt         | Altuğ Çelikbilek | 6           | 2           | 6           |  |  | Alt          | Altuğ Çelikbilek | 1            | 7            | 7            |  |
|  | 6           | Lucas Pouille    | 3           | 6           | 3           |  |  |              |                  |              |              |              |  |

### Sezione 4
|  | Primo turno | Primo turno           | Primo turno           | Primo turno | Primo turno |  |  | Ultimo turno | Ultimo turno    | Ultimo turno    | Ultimo turno | Ultimo turno |  |
|  |             |                       |                       |             |             |  |  |              |                 |                 |              |              |  |
|  | 4           | Emil Ruusuvuori       | Emil Ruusuvuori       | 7           | 6           |  |  |              |                 |                 |              |              |  |
|  | Alt         | João Sousa            | João Sousa            | 5           | 3           |  |  | 4            | Emil Ruusuvuori | Emil Ruusuvuori | 65           | 4            |  |
|  | Alt         | Christopher O'Connell | Christopher O'Connell | 3           | 0r          |  |  | 7            | Radu Albot      | Radu Albot      | 7            | 6            |  |
|  | 7           | Radu Albot            | Radu Albot            | 6           | 0           |  |  |              |                 |                 |              |              |  |